# Notifica

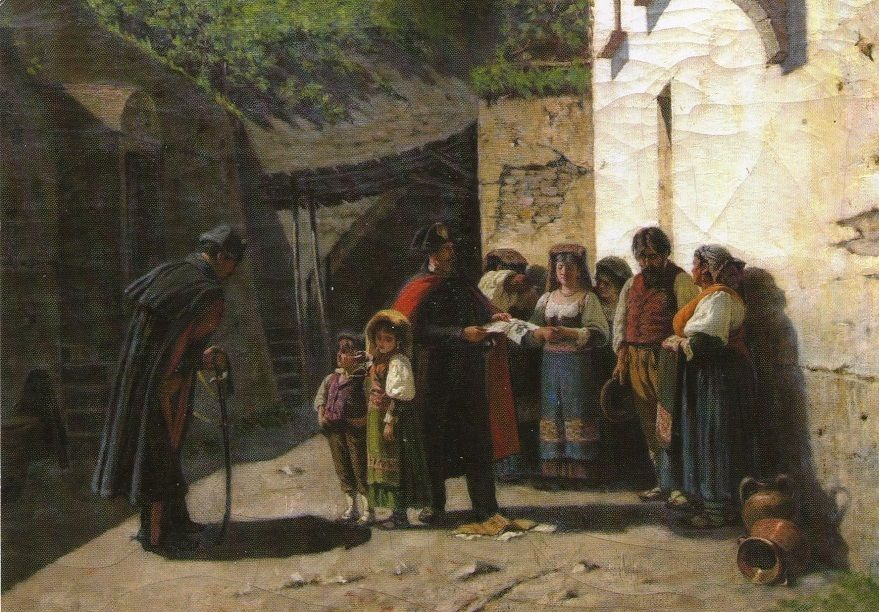
Raffaello Tancredi, La notifica (olio su tela)

La notifica (o notificazione), nel diritto, è un atto giuridico con cui si porta a conoscenza di un soggetto un determinato documento. 
È molto utilizzata ad esempio nel diritto processuale.
Il termine deriva dal latino notum facere, "rendere noto", ossia il risultato dell'attività di notificazione.

## Nel mondo
L'istituto in oggetto presenta notevoli differenze da un ordinamento all'altro e fra ordinamenti nazionali differenti, per un approfondimento specifico si vedano le voci di seguito riportate.

### Italia
L'art. 136 del codice di procedura civile italiano definisce alcuni elementi essenziali, la cui mancanza comporta la nullità insanabile dell'atto:
1. l'istanza di parte o del difensore munito di procura, o la richiesta del PM o del cancelliere,
2. il soggetto che la consegna, ovvero l'ufficiale giudiziario,
3. la relazione di notifica [3]

La notifica può riguardare persone fisiche o persone giuridiche. Nel primo caso può essere consegnata o direttamente nelle mani del destinatario , oppure qualora esso non sia reperibile, la notifica può essere consegnata ad una persona di famiglia, all'addetto alla casa o all'ufficio, al portiere, ad un vicino, in tutti casi l'atto dev'essere sottoscritto in originale e successivamente l'ufficiale giudiziario deve spedire all'interessato un avviso, a mezzo raccomandata, della notifica. Qualora i soggetti sopra indicati si rifiutino di prendere la copia dell'atto, o qualora non sia possibile reperirli, l'ufficiale giudiziario dovrà affiggere alla porta della casa comunale l'avviso dell'avvenuto deposito.
Nel caso di persone giuridiche, la notifica verrà effettuata presso la sede legale dell'azienda o presso il rappresentante o nelle mani di una persona eventualmente incaricata.

## Obbligo di notifica
L'obbligo di notifica delle violazioni dei dati fa riferimento a una pratica in cui le organizzazioni sono tenute a informare i soggetti interessati quando si verifica una violazione della sicurezza dei dati personali. Questo obbligo è spesso sancito da leggi sulla protezione dei dati e sulla privacy, come il Regolamento Generale sulla Protezione dei Dati (GDPR) nell'Unione Europea.

### Punti chiave relativi all'obbligo di notifica delle violazioni dei dati
1. Definizione di violazione dei dati: Una violazione dei dati si verifica quando vi è un accesso non autorizzato, una divulgazione, una distruzione o una perdita dei dati personali che possono comportare rischi per i diritti e le libertà delle persone interessate.
2. Tempestività della notifica: L'organizzazione responsabile della violazione deve notificarla senza indebito ritardo, di solito entro 72 ore dalla scoperta della violazione, a meno che non sia possibile dimostrare che la violazione non comporta un rischio per i diritti e le libertà degli individui interessati.
3. Contenuto della notifica: La notifica deve includere informazioni chiare e concise sulla violazione, compresa la natura dei dati personali interessati, le possibili conseguenze della violazione e le misure che l'organizzazione sta adottando per mitigare gli effetti negativi.
4. Autorità di controllo: In molti paesi, le violazioni dei dati devono essere segnalate all'autorità di controllo competente per la protezione dei dati. Questa autorità può fornire ulteriori linee guida e richiedere ulteriori azioni in risposta alla violazione.
5. Notifica agli interessati: Se la violazione dei dati rappresenta un rischio elevato per i diritti e le libertà degli individui interessati, l'organizzazione è tenuta a informarli direttamente. La notifica agli interessati consente loro di prendere misure adeguate per proteggere se stessi dalle conseguenze della violazione.
6. Misure preventive: Oltre alla notifica, l'organizzazione deve adottare misure adeguate per prevenire ulteriori violazioni dei dati e mitigare i danni causati dalla violazione. Questo può includere l'implementazione di misure di sicurezza aggiuntive, l'indagine interna per identificare le cause della violazione e l'aggiornamento delle politiche e delle procedure per la gestione dei dati personali.

### Diritto d'autore
L'obbligo di notifica, nel contesto del diritto d'autore, si riferisce alla pratica di fornire un avviso o una comunicazione a terzi per informarli che una determinata opera è protetta da diritto d'autore. Questa notifica può essere utilizzata per avvertire gli altri che l'opera è soggetta a diritti d'autore e che è necessario ottenere l'autorizzazione del titolare del diritto d'autore prima di utilizzarla
L'obbligo di notifica può variare da paese a paese. In alcuni paesi, come gli Stati Uniti, l'obbligo di notifica era una parte essenziale del sistema di protezione del diritto d'autore in passato. In questi casi, era necessario apporre il simbolo del copyright (©), seguito dall'anno di pubblicazione e dal nome del titolare del diritto d'autore, sull'opera stessa per garantire la protezione.
A partire dal 1989, molti paesi, compresi gli Stati Uniti, hanno aderito al Trattato di Berna per la protezione delle opere letterarie e artistiche, che stabilisce standard internazionali per la protezione del diritto d'autore. Secondo il Trattato di Berna, l'obbligo di notifica non è più un requisito per ottenere la protezione del diritto d'autore. L'opera è protetta automaticamente dal momento della sua creazione, senza bisogno di alcuna azione o comunicazione aggiuntiva.
Nonostante l'assenza di un obbligo di notifica formale, alcuni titolari del diritto d'autore scelgono comunque di includere un avviso di copyright sulle loro opere per informare il pubblico dei loro diritti. Questo può essere fatto per scopi informativi o come deterrente contro la violazione del diritto d'autore